# Bergenstoget plyndret i natt
Bergenstoget plyndrett i natt (titolo tedesco: Schneeschuhbanditen) è un film del 1928, diretto da Uwe Jens Krafft. 

## Trama
Grete Elstad è la figlia di Nils, direttore generale delle ferrovie dello stato norvegesi. Durante un ballo di gala a casa Elstad Grete trascura il suo fidanzato Tom Heiberg, che è appena stato assunto in prova da Nils come direttore del reparto pubblicità, a favore principalmente del tenente Lund. Tom non solo se ne risente, ma progetta addirittura, insieme a cinque suoi compagni d'Università, una rapina alla linea ferroviaria dell'azienda, che collega Oslo con Bergen, il treno "Bergenstog", non senza prima aver assicurato a Grete che si vendicherà di Lund.
Tom e i suoi amici, in preparazione della rapina, si portano in una tratta montuosa della linea ferroviaria, presso la quale l'esercito sta tenendo delle manovre militari capeggiate proprio da Lund. Quando Grete viene a saperlo, temendo possa accadere il peggio fra Tom e Lund, si precipita nella località in questione, per appurare con sollievo che i due non si sono neppure visti. Grete torna quindi a casa sul Bergenstog quando, di notte, avviene l'assalto: è Tom stesso, mascherato ed incredulo, a derubare la fidanzata. I sei rapinatori lasciano il treno e si avviano sulle montagne innevate con gli sci, di cui sono tutti esperti in quanto atleti che usano partecipare alle gare nazionali di sport invernali.
I militari vengono messi in allarme ed iniziano l'inseguimento, sulle tracce delle scie lasciate sulla neve fresca dai rapinatori. Una bufera di neve cancella le tracce e permette ai sei amici di farla franca. Tom tuttavia è angosciato perché la pistola che aveva usato non era stata caricata a salve come le altre, e, avendo fatto fuoco, temeva di aver ferito, o, peggio, ucciso, un lavoratore delle ferrovie.
Il giorno dopo Grete chiede a Tom, di ritorno in città, di renderle il braccialetto, segno che aveva riconosciuto il fidanzato la notte precedente. La stampa intanto dà la notizia, rassicurando Tom sul fatto che non ci sono state vittime o feriti a seguito dell'incursione, ma lasciando l'opinione pubblica piuttosto incredula, poiché la rapina era avvenuta l'1 di aprile, proverbiale giornata di burle: il tutto avrebbe potuto apparire una trovata pubblicitaria. Ed infatti Nils comincia a ricevere messaggi di congratulazioni da parte delle maggiori compagnie ferroviarie estere per l'efficace mossa di marketing.
Tom si presenta a Nils con il bottino, e confessa di essere stato lui stesso ad architettare la rapina: il direttore generale non solo gli concede di buon grado la mano della figlia, ma, dopo essersi assicurato di non lasciare trapelare la verità, avendo constatato l'aumento dei passeggeri sulla linea, lo promuove a direttore effettivo, non più in prova, del dipartimento pubblicitario dell'azienda. 

## Produzione
Il film, in sette atti, con una lunghezza totale di 2298 metri di pellicola, dotato di un budget iniziale di 400/450.000 NOK, è tratto da un romanzo di Nordahl Grieg e Nils Lie, sotto lo pseudonimo di Jonathan Jerv. Le riprese esterne sono state realizzate dai fotografi cinematografici Paul Berge e Johann Bentzen in Norvegia, e specificatamente a Holmenkollen, sede del trampolino di salto con gli sci, e nei distretti di Nordmarka (a Geilo, Finse e Voss) e di Hardanger, nel marzo/aprile 1928. Le riprese interne, a cura di Günther Krampf, hanno avuto luogo negli studios dell'UFA a Berlino nel maggio/giugno 1928.
Il film è stato prodotto dal ricco commerciante di Bergen Magdalon Mowinckel. I due protagonisti Aud Egede-Nissen e Paul Richter, entrambi ben conosciuti nell'ambito del cinema muto tedesco della prima metà degli anni '20, erano marito e moglie nella realtà; i ruoli secondari erano interpretati da diversi attori tedeschi e norvegesi. I ruoli dei cinque studenti amici di Tom erano affidati ad attori dilettanti reclutati nel campus universitario Blindern Studenterhjem di Oslo. 

## Distribuzione
La prima norvegese ha avuto luogo il 17 settembre 1928 al cinema Konsert-Palæet di Bergen; in Germania, approvato dalla censura il 25 luglio 1928, il film ha avuto la sua prima proiezione alla Mozartsaal di Berlino il 16 maggio 1929. Il film rappresenta uno dei primi tentativi della cinematografia norvegese di fornire un prodotto d'intrattenimento fruibile anche nei mercati esteri.
Il film è stato distribuito nel 1929 in Germania, Austria ed Italia (Sud Tirolo) col titolo Schneeschuhbanditen, nel Regno Unito col titolo Thin Ice (una sola copia di questa versione è attualmente esistente), in Svezia, dove venne sottoposto a censura per istigazione al crimine (Bergenståget plundrat inatt) e Danimarca (Den maskerede bande). Bergenstoget plyndret i natt è stato distribuito anche in Argentina, Paraguay, Uruguay, Cina, e Giappone.

## Accoglienza
Bergenstoget plyndret i natt è stato accolto positivamente dalla critica sui giornali norvegesi, e si calcola che 100.000 persone abbiano assistito alle proiezioni del film in Norvegia nel 1928-1929. 